# Жайворонок рудохвостий
Жайворонок рудохвостий (Ammomanes phoenicura) — вид горобцеподібних птахів родини жайворонкових (Alaudidae). Мешкає на Індійському субконтиненті. Раніше вважався конспецифічним з вохристим жайворонком.

## Опис

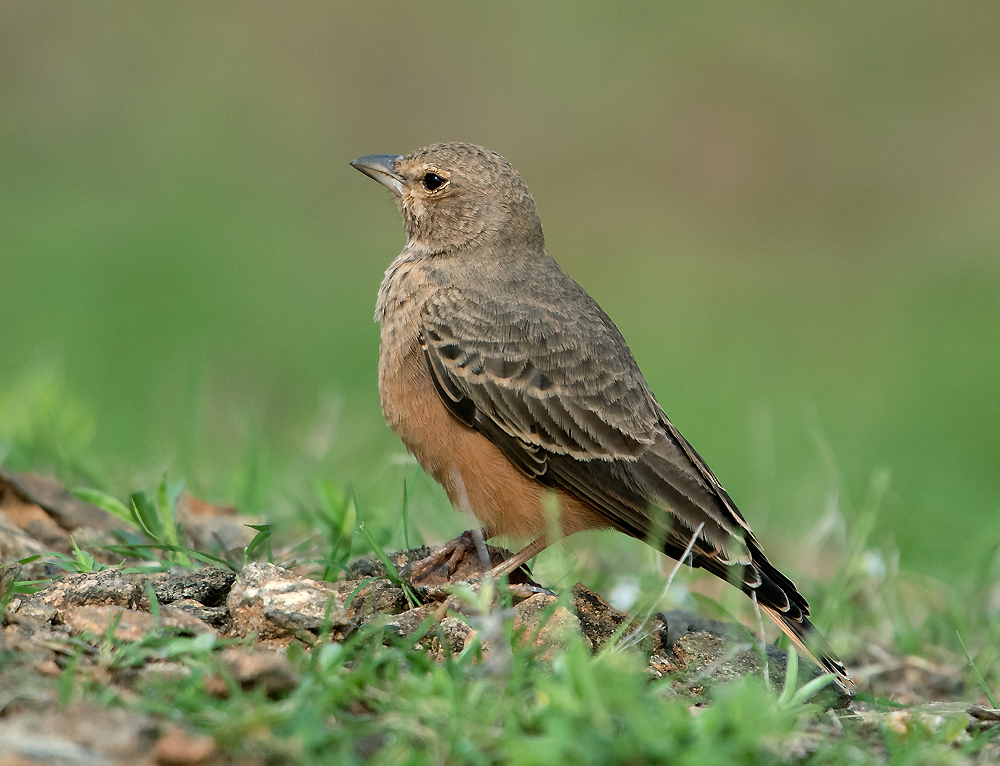
Рудохвостий жайворонок

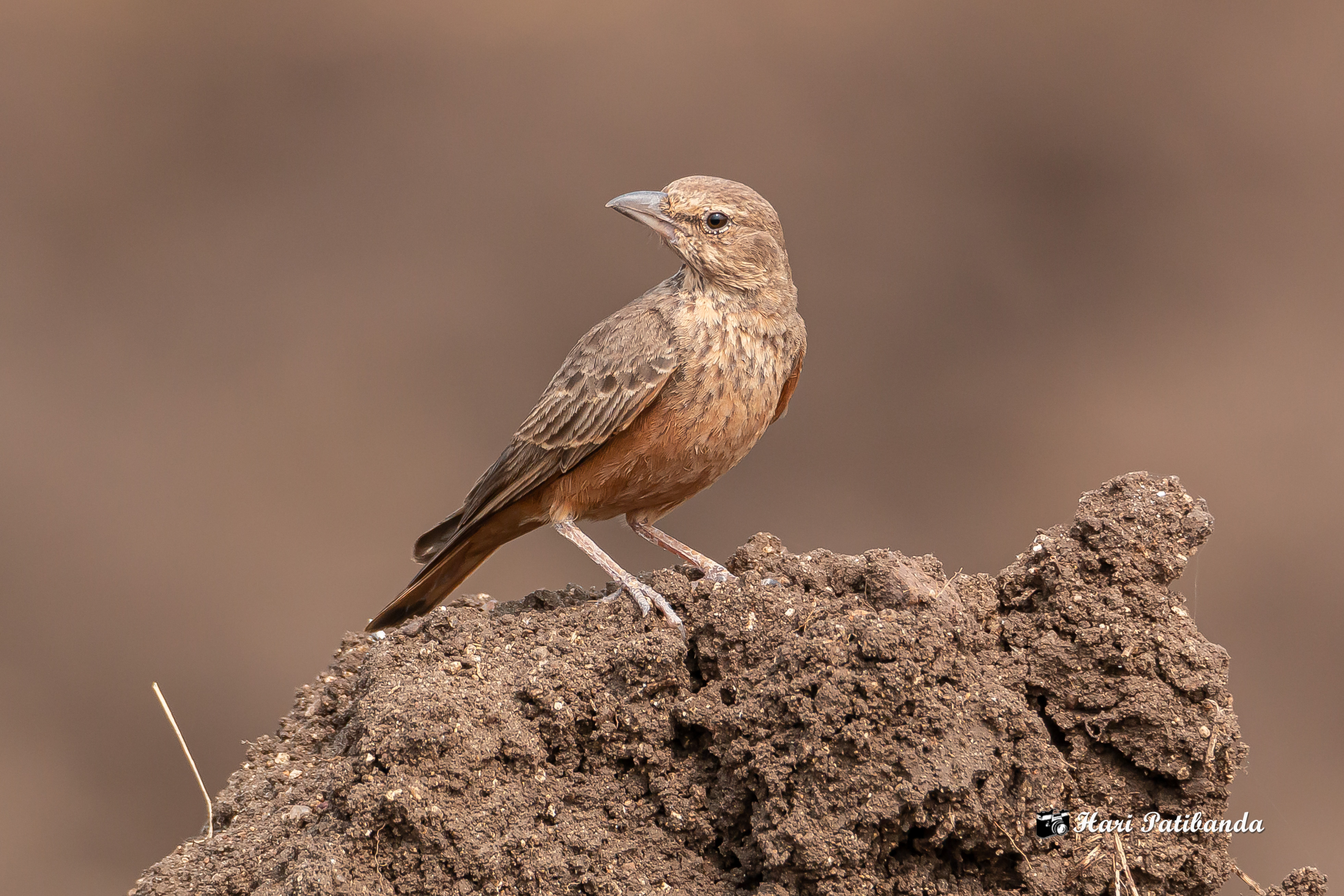
Рудохвостий жайворонок

Довжина птаха становить 16 см, з яких від 5,7 до 6,4 см припадає на хвіст, вага 21-28,3 г. Довжина дзьоба становить 1,5-1,7 см. Виду не притаманний статевий диморфізм. Забарвлення переважно рудувато-сіре, на кінці хвоста широка чорна смуга. Очі карі, дзьоб рогово-коричневий, лапи коричневі.

## Підвиди
Виділяють два підвиди:
- A. p. phoenicura (Franklin, 1831) — північний схід Пакистану і центральна Індія;
- A. p. testacea Koelz, 1951 — Південна Індія.

## Поширення і екологія
Рудовхості жайворонки мешкають на сході Пакистану та на більшій території Індії, трапляються в Непалі. Вони живуть на відкритих, кам'яеистих місцевостях, місцями порослих чагарниками, а також на полях. Живляться насінням і безхребетними. Сезон розмноження триває з лютого по травень. В кладці від 2 до 4 яєць.